# Nier (culinair)

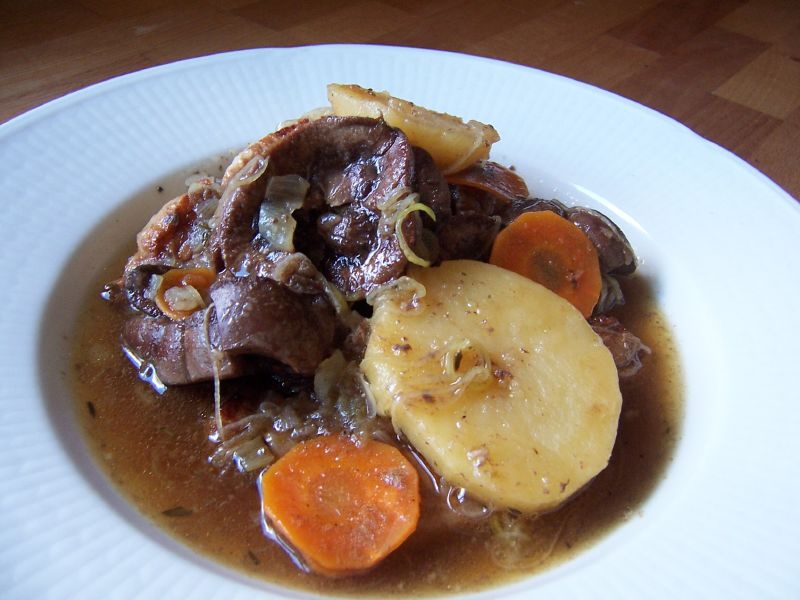
Hökarpanna, een Zweeds stoofgerecht bestaande uit varkensvlees en nieren.

Niertjes van jonge dieren vormen voor vele culturen een delicatesse. Met name lams- en kalfsniertjes, maar ook niertjes van pluimvee en konijnen wordt veelvuldig verwerkt in stoofschotels en oosterse wokbereidingen. In onze westerse cultuur kennen we de Franse gebraiseerde niertjes, de Engelse steak and kidney pie. In Duitsland en Polen worden niertjes verwerkt in soepen en knödels en in het Midden-Oosten worden niertjes gegrild.